# 格菱控股
格菱控股有限公司，簡稱格菱控股（英語：Greens Holdings Ltd，港交所除牌前：1318.HK），於1845年，由愛德華．格菱，在英國創立「愛德華格菱公司」（Edward Greens Company）（「英國格菱動力股份有限公司」（Greens Power Ltd.）前身）。
業務在中國和全球經營電站工程投資建設、工程設計、工程管理、設備成套、運行管理、以及主機設備製造，而過去曾經營風力發電塔筒業務，也因為欠佳，根據2012年年報資料，已停止運作。
前主席為Frank Ellis（法蘭克．伊利士），現主席為鄧有聲。總部位於分別英國（Raines House, Denby Dale Road,Wakefield, WF1 1HR, England）和香港（前總部香港新界火炭桂地街2-8號國際工業中心14樓P室，現為香港中環皇后大道中5號衡怡大廈14樓
1402室）。
該公司招股價為2.35港元，全球發售為3億股，集資額為7.05億港元，股份於2009年11月6日於港交所主板上市。
2020年7月6日，該公司被港交所勒令除牌。

## 連結
- Greensholdings.com